# Campeonato Europeu de Natação em Piscina Curta de 2003
O Campeonato Europeu de Natação em Piscina Curta de 2003 foi a 7ª edição do evento organizado pela Liga Europeia de Natação (LEN). A competição foi realizada entre os dias 11 e 14 de dezembro de 2003 no Centro Aquático Nacional, em Dublin na Irlanda. Contou com 38 provas com destaque para a Alemanha que obteve 21 medalhas, sendo 7 de ouro.

## Medalhistas
Esses foram os resultados da competição. 
Masculino
| Evento          | Ouro                                                                                 | Ouro     | Prata                                                                               | Prata    | Bronze                                                                            | Bronze   |
| 50 m Livre      | Mark Foster · Reino Unido                                                            | 21.42    | Milorad Čavić · Sérvia e Montenegro                                                 | 21.49    | Bartosz Kizierowski · Polónia                                                     | 21.54    |
| 100 m Livre     | Pieter van den Hoogenband · Países Baixos                                            | 46.81    | Filippo Magnini · Itália                                                            | 47.32    | Christian Galenda · Itália                                                        | 47.77    |
| 200 m Livre     | Pieter van den Hoogenband · Países Baixos                                            | 1:41.89  | Květoslav Svoboda · Chéquia                                                         | 1:44.56  | Saulius Binevičius · Lituânia                                                     | 1:45.09  |
| 400 m Livre     | Yuri Prilukov · RússiaMassimiliano Rosolino · Itália                                 | 3:40.19  | Nenhum                                                                              |          | Květoslav Svoboda · Chéquia                                                       | 3:42.34  |
| 1500 m Livre    | Yuri Prilukov · Rússia                                                               | 14:31.82 | Graeme Smith · Reino Unido                                                          | 14:42.64 | Massimiliano Rosolino · Itália                                                    | 14:47.34 |
| 50 m Costas     | Thomas Rupprath · Alemanha                                                           | 23.71    | Vyacheslav Shyrshov · Ucrânia                                                       | 24.16    | Toni Helbig · Alemanha                                                            | 24.19    |
| 100 m Costas    | Thomas Rupprath · Alemanha                                                           | 50.72    | Örn Arnarson · Islândia                                                             | 51.74    | Steffen Driesen · Alemanha                                                        | 51.92    |
| 200 m Costas    | Blaž Medvešek · Eslovênia                                                            | 1:52.60  | Steffen Driesen · Alemanha                                                          | 1:53.07  | Markus Rogan · Áustria                                                            | 1:53.08  |
| 50 m Peito      | Oleg Lisogor · Ucrânia                                                               | 26.89    | Remo Lütolf · Suíça                                                                 | 27.02    | Mark Warnecke · Alemanha                                                          | 27.03    |
| 100 m Peito     | James Gibson · Reino Unido                                                           | 58.03    | Oleg Lisogor · Ucrânia                                                              | 58.42    | Darren Mew · Reino Unido                                                          | 58.78    |
| 200 m Peito     | Ian Edmond · Reino Unido                                                             | 2:05.63  | Andrew Bree · Irlanda                                                               | 2:08.02  | Thijs van Valkengoed · Países Baixos                                              | 2:03.30  |
| 50 m Borboleta  | Mark Foster · Reino Unido                                                            | 23.22    | Alexei Puninski · Croácia                                                           | 23.40    | Andriy Serdinov · Ucrânia                                                         | 23.44    |
| 100 m Borboleta | Milorad Čavić · Sérvia e Montenegro                                                  | 50.02    | Thomas Rupprath · Alemanha                                                          | 50.43    | Andriy Serdinov · Ucrânia                                                         | 50.88    |
| 200 m Borboleta | Franck Esposito · França                                                             | 1:51.98  | Stephen Parry · Reino Unido                                                         | 1:53.01  | Paweł Korzeniowski · Polónia                                                      | 1:53.68  |
| 100 m Medley    | Peter Mankoč · EslovêniaJani Sievinen · Finlândia                                    | 53.35    | Nenhum                                                                              |          | Marco di Carli · Alemanha                                                         | 54.06    |
| 200 m Medley    | Jani Sievinen · Finlândia                                                            | 1:55.40  | Massimiliano Rosolino · Itália                                                      | 1:56.70  | Peter Mankoč · Eslovênia                                                          | 1:57.03  |
| 400 m Medley    | László Cseh · Hungria                                                                | 4:04.10  | Robin Francis · Reino Unido                                                         | 4:05.20  | Massimiliano Rosolino · Itália                                                    | 4:06.59  |
| 4x50 m Livre    | Países Baixos · Mark Veens · Johan Kenkhuis · Gijs Damen · Pieter van den Hoogenband | 1:25.55  | Alemanha · Carsten Dehmlow · Benjamin Friedrich · Fabian Friedrich · Jens Schreiber | 1:26.26  | Ucrânia · Vyacheslav Shyrshov · Yuri Yegoshin · Oleg Lisogor · Oleksandr Volynets | 1:26.30  |
| 4x50 m Medley   | Alemanha · Thomas Rupprath · Mark Warnecke · Fabian Friedrich · Carsten Dehmlow      | 1:34.46  | Suécia · Jens Petersson · Martin Gustavsson · Björn Lundin · Stefan Nystrand        | 1:36.28  | Suíça · Flori Lang · Remo Lütolf · Lorenz Liechti · Karel Novy                    | 1:36.65  |

Feminino
| Evento          | Ouro                                                                                    | Ouro    | Prata                                                                                  | Prata   | Bronze                                                                                  | Bronze  |
| 50 m Livre      | Marleen Veldhuis · Países Baixos                                                        | 24.39   | Alison Sheppard · Reino Unido                                                          | 24.48   | Malia Metella · França                                                                  | 24.54   |
| 100 m Livre     | Malia Metella · França                                                                  | 53.15   | Marleen Veldhuis · Países Baixos                                                       | 53.42   | Hanna-Maria Seppälä · Finlândia                                                         | 53.46   |
| 200 m Livre     | Melanie Marshall · Reino Unido                                                          | 1:55.10 | Josefin Lillhage · Suécia                                                              | 1:55.57 | Alena Popchanka · Bielorrússia                                                          | 1:55.66 |
| 400 m Livre     | Joanne Jackson · Reino Unido                                                            | 4:04.00 | Rebecca Cooke · Reino Unido                                                            | 4:04.80 | Melissa Caballero · EspanhaRegina Sytch · Rússia                                        | 4:05.00 |
| 800 m Livre     | Erika Villaecija · Espanha                                                              | 8:18.65 | Rebecca Cooke · Reino Unido                                                            | 8:22.05 | Éva Risztov · Hungria                                                                   | 8:23.94 |
| 50 m Costas     | Ilona Hlaváčková · Chéquia                                                              | 27.48   | Antje Buschschulte · Alemanha                                                          | 27.54   | Louise Ørnstedt · Dinamarca                                                             | 27.56   |
| 100 m Costas    | Antje Buschschulte · Alemanha                                                           | 58.40   | Ilona Hlaváčková · Chéquia                                                             | 58.72   | Laure Manaudou · França                                                                 | 58.99   |
| 200 m Costas    | Antje Buschschulte · Alemanha                                                           | 2:04.23 | Stanislava Komarova · Rússia                                                           | 2:05.42 | Iryna Amshennikova · Ucrânia                                                            | 2:06.51 |
| 50 m Peito      | Sarah Poewe · Alemanha                                                                  | 30.40   | Emma Igelström · Suécia                                                                | 30.59   | Yelena Bogonazova · Rússia                                                              | 30.99   |
| 100 m Peito     | Sarah Poewe · Alemanha                                                                  | 1:06.31 | Elena Bogonazova · Rússia                                                              | 1:06.63 | Mirna Jukić · Áustria                                                                   | 1:06.68 |
| 200 m Peito     | Mirna Jukić · Áustria                                                                   | 2:21.09 | Anne Poleska · Alemanha                                                                | 2:21.93 | Simone Weiler · Alemanha                                                                | 2:22.64 |
| 50 m Borboleta  | Anna-Karin Kammerling · Suécia                                                          | 25.91   | Martina Moravcová · Eslováquia                                                         | 26.25   | Fabienne Nadarajah · Áustria                                                            | 26.44   |
| 100 m Borboleta | Martina Moravcová · Eslováquia                                                          | 57.25   | Johanna Sjöberg · Suécia                                                               | 58.23   | Alena Popchanka · Bielorrússia                                                          | 58.26   |
| 200 m Borboleta | Éva Risztov · Hungria                                                                   | 2:06.72 | Francesca Segat · Itália                                                               | 2:07.12 | Mette Jacobsen · Dinamarca                                                              | 2:07.55 |
| 100 m Medley    | Alison Sheppard · Reino Unido                                                           | 1:01.19 | Alenka Kejžar · Eslovênia                                                              | 1:01.29 | Hanna Shcherba · Bielorrússia                                                           | 1:01.40 |
| 200 m Medley    | Alenka Kejžar · Eslovênia                                                               | 2:09.32 | Hanna Shcherba · Bielorrússia                                                          | 2:11.00 | Teresa Rohmann · Alemanha                                                               | 2:11.44 |
| 400 m Medley    | Éva Risztov · Hungria                                                                   | 4:33.57 | Yana Tolkatcheva · Rússia                                                              | 4:35.28 | Teresa Rohmann · Alemanha                                                               | 2:35.47 |
| 4x50 m Livre    | Países Baixos · Hinkelien Schreuder · Annabel Kosten · Chantal Groot · Marleen Veldhuis | 1:37.52 | Suécia · Claire Hedenskog · Anna-Karin Kammerling · Johanna Sjöberg · Josefin Lillhage | 1:37.68 | Alemanha · Katrin Meissner · Sandra Völker · Petra Dallmann · Britta Steffen            | 1:38.68 |
| 4x50 m Medley   | Suécia · Emelie Kierkegaard · Emma Igelström · Johanna Sjöberg · Josefin Lillhage       | 1:48.79 | Alemanha · Antje Buschschulte · Sarah Poewe · Janine Pietsch · Sandra Völker           | 1:48.85 | Países Baixos · Hinkelien Schreuder · Moniek Nijhuis · Chantal Groot · Marleen Veldhuis | 1:49.10 |

## Quadro de medalhas
| Ordem | País                | Medalha de ouro | Medalha de prata | Medalha de bronze | Total |
| ----- | ------------------- | --------------- | ---------------- | ----------------- | ----- |
| 1     | Alemanha            | 7               | 6                | 8                 | 21    |
| 2     | Reino Unido         | 7               | 6                | 1                 | 14    |
| 3     | Países Baixos       | 5               | 1                | 2                 | 8     |
| 4     | Eslovênia           | 3               | 1                | 1                 | 5     |
| 5     | Hungria             | 3               | 1                | 0                 | 4     |
| 6     | Suécia              | 2               | 5                | 0                 | 7     |
| 7     | Rússia              | 2               | 3                | 2                 | 7     |
| 8     | França              | 2               | 0                | 2                 | 4     |
| 9     | Finlândia           | 2               | 0                | 1                 | 4     |
| 10    | Itália              | 1               | 3                | 3                 | 7     |
| 11    | Ucrânia             | 1               | 2                | 4                 | 7     |
| 12    | Chéquia             | 1               | 2                | 1                 | 4     |
| 13    | Sérvia e Montenegro | 1               | 1                | 0                 | 2     |
| 13    | Eslováquia          | 1               | 1                | 0                 | 2     |
| 15    | Áustria             | 1               | 0                | 3                 | 4     |
| 16    | Espanha             | 1               | 0                | 1                 | 2     |
| 17    | Bielorrússia        | 0               | 1                | 3                 | 4     |
| 18    | Suíça               | 0               | 1                | 1                 | 2     |
| 19    | Croácia             | 0               | 1                | 0                 | 1     |
| 19    | Islândia            | 0               | 1                | 0                 | 1     |
| 19    | Irlanda             | 0               | 1                | 0                 | 1     |
| 22    | Dinamarca           | 0               | 0                | 2                 | 2     |
| 22    | Polónia             | 0               | 0                | 2                 | 2     |
| 24    | Lituânia            | 0               | 0                | 1                 | 1     |
| Total | Total               | 40              | 36               | 39                | 115   |

Legenda
| Recorde mundial       | Recorde mundial (World record)               |                       | Recorde africano                      | Recorde africano (African) |                                           | Q | Classificado por posição (Qualified) |
| Recorde do campeonato | Recorde do campeonato (Championship record)  | Recorde da América    | Recorde da América (Americas)         | q                          | Classificado por melhor tempo (Qualified) |   |                                      |
| Melhor marca do ano   | Melhor marca do ano (World leading)          | Recorde asiático      | Recorde asiático (Asian)              | DNS                        | Não largou (Did not start)                |   |                                      |
| Recorde nacional      | Recorde nacional (National record)           | Recorde europeu       | Recorde europeu (European)            | DNF                        | Não terminou (Did not finish)             |   |                                      |
| Recorde pessoal       | Recorde pessoal do atleta (Personal best)    | Recorde da Oceania    | Recorde da Oceania (Oceania)          | DSQ / DQ                   | Desclassificado (Disqualified)            |   |                                      |
| Recorde da temporada  | Recorde da temporada do atleta (Season best) | Recorde sul-americano | Recorde sul-americano (South America) | NM                         | Sem marca (No mark)                       |   |                                      |